# Élections législatives de 1910 dans le Var
Les élections législatives de 1910 ont eu lieu les 24 avril et 8 mai.

## Députés élus
|   | Circonscription | Député sortant  |  | Groupe parlementaire   | Député élu         |  | Groupe parlementaire   |
| - | --------------- | --------------- |  | ---------------------- | ------------------ |  | ---------------------- |
| 1 | Brignoles       | Octave Vigne    |  | Socialiste             | Octave Vigne       |  | Socialiste             |
| 2 | Draguignan      | Maurice Allard  |  | Socialiste             | Gustave Fourment   |  | Socialiste             |
| 3 | 1re de Toulon   | Prosper Ferrero |  | Socialiste             | Jean-Baptiste Abel |  | Gauche radicale        |
| 4 | 2e de Toulon    | Henri Pétin     |  | Républicain socialiste | François Coreil    |  | Républicain socialiste |

## Résultats à l'échelle du département
| Partis         | Partis                                         | Premier tour | Premier tour | Deuxième tour | Deuxième tour | Sièges |
| Partis         | Partis                                         | Voix         | %            | Voix          | %             | Sièges |
| -------------- | ---------------------------------------------- | ------------ | ------------ | ------------- | ------------- | ------ |
|                | Section française de l'Internationale ouvrière | 21 922       |              |               |               | 2      |
|                | Radical indépendant                            | 11 853       |              |               |               | 1      |
|                | Radicaux socialistes                           | 7 233        |              |               |               | 1      |
|                | Socialistes indépendants                       | 4 815        |              |               |               | 0      |
|                | Fédération républicaine                        | 4 148        |              | 0             |               |        |
|                | Alliance démocratique                          | 866          |              | 0             |               |        |
|                | Libéral                                        | 450          |              | 0             |               |        |
|                |                                                |              |              |               |               |        |
| Inscrits       | Inscrits                                       |              | 100,00       |               | 100,00        | 4      |
| Votants        |                                                |              |              |               |               |        |
| Abstentions    |                                                |              |              |               |               |        |
| Blancs et nuls |                                                |              |              |               |               |        |
| Exprimés       |                                                |              |              |               |               |        |

## Résultats par arrondissement

### Arrondissement de Brignoles
| Candidat       | Candidat     | Parti    | Premier tour | Premier tour |
| Candidat       | Candidat     | Parti    | Voix         | %            |
| -------------- | ------------ | -------- | ------------ | ------------ |
|                | Octave Vigne | SFIO     | 7 520        |              |
|                | Th. Albert   | FR       | 2 608        |              |
|                | H. Latière   | Rad.ind  | 1 659        |              |
|                | Divers       |          | 5            |              |
|                |              |          |              |              |
| Inscrits       | Inscrits     | Inscrits |              | 100,00       |
| Votants        |              |          |              |              |
| Abstention     |              |          |              |              |
| Blancs et nuls |              |          |              |              |
| Exprimés       |              |          |              |              |

### Arrondissement de Draguignan
| Candidat       | Candidat             | Parti          | Premier tour | Premier tour | Second tour | Second tour |
| Candidat       | Candidat             | Parti          | Voix         | %            | Voix        | %           |
| -------------- | -------------------- | -------------- | ------------ | ------------ | ----------- | ----------- |
|                | Gustave Fourment     | SFIO           | 6 759        | 44,19        | 8 443       | 70,21       |
|                | Georges Pascal d'Aix | FR             | 4 315        | 28,21        |             |             |
|                | Joseph Gubert        | Rad.ind        | 4 148        | 27,12        | 5 892       | 29,33       |
|                | Cavalier Rosang      |                | 67           | 0,44         | 2           | 0,01        |
|                | Louis Richaud        |                | 16           | 0,10         | 1           | 0,01        |
|                |                      |                |              |              |             |             |
| Inscrits       | Inscrits             | Inscrits       | 23 886       | 100,00       | 23 886      | 100,00      |
| Votants        | Votants              | Votants        | 15 521       | 64,98        | 14 858      | 62,20       |
| Abstention     | Abstention           | Abstention     | 8 365        | 35,02        | 9 028       | 37,80       |
| Blancs et nuls | Blancs et nuls       | Blancs et nuls | 224          | 1,44         | 520         | 3,50        |
| Exprimés       | Exprimés             | Exprimés       | 15 297       | 98,56        | 14 427      | 97,10       |

### Arrondissement de Toulon

#### 1ère circonscription
| Candidat       | Candidat           | Parti          | Premier tour | Premier tour | Second tour | Second tour |
| Candidat       | Candidat           | Parti          | Voix         | %            | Voix        | %           |
| -------------- | ------------------ | -------------- | ------------ | ------------ | ----------- | ----------- |
|                | Maurice Allard     | SFIO           | 4 200        |              | 6 522       |             |
|                | Jean-Baptiste Abel | Rad-ind        | 3 349        |              | 6 645       |             |
|                | Chainas            | Soc.ind        | 1 501        |              |             |             |
|                | Janet              | Rad-ind        | 1 085        |              |             |             |
|                | R. Jossier         | ARD            | 866          |              |             |             |
|                | Colombani          | Soc.ind        | 659          |              |             |             |
|                | Joubert            | Lib            | 450          |              |             |             |
|                | Divers             |                | 63           |              |             |             |
|                |                    |                |              |              |             |             |
| Inscrits       | Inscrits           | Inscrits       | 24 175       | 100,00       | 24 175      | 100,00      |
| Votants        |                    |                |              |              |             |             |
| Abstention     |                    |                |              |              |             |             |
| Blancs et nuls | Blancs et nuls     | Blancs et nuls | 116          |              |             |             |
| Exprimés       |                    |                |              |              |             |             |

#### 2ème circonscription
| Candidat       | Candidat        | Parti          | Premier tour | Premier tour | Second tour | Second tour |
| Candidat       | Candidat        | Parti          | Voix         | %            | Voix        | %           |
| -------------- | --------------- | -------------- | ------------ | ------------ | ----------- | ----------- |
|                | Pierre Renaudel | SFIO           | 5 289        |              | 6 961       |             |
|                | François Coreil | RRRS           | 2 685        |              | 7 544       |             |
|                | Jean Camille    | Rad            | 2 616        |              |             |             |
|                | Charles Roux    | Rad-ind        | 2 290        |              |             |             |
|                | Divers          |                | 166          |              |             |             |
|                |                 |                |              |              |             |             |
| Inscrits       | Inscrits        | Inscrits       | 21 772       | 100,00       | 21 772      | 100,00      |
| Votants        |                 |                |              |              |             |             |
| Abstention     |                 |                |              |              |             |             |
| Blancs et nuls | Blancs et nuls  | Blancs et nuls | 478          |              |             |             |
| Exprimés       |                 |                |              |              |             |             |